# Ircinia digitata
Ircinia digitata är en svampdjursart som först beskrevs av Topsent 1894.  Ircinia digitata ingår i släktet Ircinia och familjen Irciniidae. Inga underarter finns listade i Catalogue of Life.